# Anton Ondruš
Anton Ondruš (* 27. März 1950 in Solčany) ist ein ehemaliger slowakischer Fußballspieler und derzeitiger Spielervermittler. 1976 wurde er mit der Tschechoslowakischen Nationalmannschaft Europameister.

## Karriere
Anton Ondruš spielte in seiner Jugend für Slovan Bratislava. Dort schaffte der Abwehrspieler 1970 den Sprung in die erste Mannschaft. Schnell etablierte sich der 1,89 Meter große Ondruš als Libero.
1974 debütierte Ondruš in der Tschechoslowakischen Nationalmannschaft, dessen wichtige Stütze er in den nächsten sieben Jahren werden sollte. Insgesamt war er 37 Mal Mannschaftskapitän der Tschechoslowakei, so auch bei der Europameisterschaft 1976 in Jugoslawien, bei der die Tschechoslowakei die Goldmedaille gewann.
Mit Slovan Bratislava gewann er 1974 und 1975 die Tschechoslowakische Fußballmeisterschaft. 1974 gewann er den Tschechoslowakischen Pokal, 1974 und 1976 den Slowakischen Pokal. 1978 spielte er kurz für Dukla Banská Bystrica und kehrte anschließend zu Slovan Bratislava zurück. Bei der Europameisterschaft 1980 gelang ihm mit seiner Elf der Gewinn der Bronzemedaille.
1981 wechselte Ondruš zum FC Brügge in die belgische Liga, absolvierte dort aber nur neun Pflichtspiele. Von 1983 bis 1987 spielte der Slowake beim französischen Verein CS Thonon-les-Bains, ehe er seine Karriere von 1987 bis 1989 beim FC Biel-Bienne in der Schweiz ausklingen ließ.
Anton Ondruš absolvierte in der Tschechoslowakischen Liga 226 Spiele, in denen er 38 Tore erzielte. 1974, 1975 und 1977 wurde er zum drittbesten Spieler in der Tschechoslowakei gewählt, 1976 zum zweitbesten.
In Thonon-les-Bains war er von November 1986 bis Januar 1987 auch Spielertrainer.

## Spätere Tätigkeit
Anton Ondruš war 1997 für kurze Zeit Präsident des ŠK Slovan Bratislava. Er arbeitet heute als Spielervermittler in der Schweiz.